# Rhionaeschna demarmelsi
Rhionaeschna demarmelsi là loài chuồn chuồn trong họ Aeshnidae. Loài này được von Ellenrieder mô tả khoa học đầu tiên năm 2003.